# La Boulaye
La Boulaye é uma comuna francesa na região administrativa de Borgonha-Franco-Condado, no departamento Saône-et-Loire. Estende-se por uma área de 13,45 km². Em 2010 a comuna tinha 95 habitantes (densidade: 7,1 hab./km²).